# Henu
Das Henu (auch Hin) repräsentierte im Alten Ägypten als Hohlmaß die Menge von 0,475 Litern und entsprach zugleich 32 Ro/Ra. Zehn Henu ergaben wiederum ein Heqat (Scheffel). Das Henu entsprach als Gefäß ungefähr einer Schale für Lebensmittel und wurde seit dem Mittleren Reich auch als Hohlmaßeinheit zumeist für Sesamöl bis in die Römerzeit verwendet. Im Neuen Reich kostete ein „Halbliter“ Sesamöl etwa ein Deben Kupfer.